# Par i hjärter
Par i hjärter (Hart to Hart) är en amerikansk kriminalserie, skapad av Sidney Sheldon, producerad av Aaron Spelling och Leonard Goldberg. Den sändes från 1979 till 1984 på ABC.
Serien handlar om det framgångsrika äkta paret Jonathan och Jennifer Hart. Han är en inflytelserik företagsledare och hon har en karriär som frilansjournalist. De längtar efter äventyr och ställer upp som privatdetektiver. Deras alltiallo och privatchaufför, Max, har en viktig del i deras framgång.
I Sverige sändes serien första gången den 1 juli 1983 på TV2. Serien har repriserats flera gånger i olika kanaler, bland annat på TV8 år 2021.

## Rollista
| Robert Wagner   | – Jonathan Hart |
| Stefanie Powers | – Jennifer Hart |
| Lionel Stander  | – Max           |